# Jai McDowall
Jai McDowall (* 24. Juli 1986 in Tarbolton, Ayrshire) ist ein britischer Sänger. Er gewann 2011 die fünfte Staffel der Castingshow Britain’s Got Talent. Im Finale im Juni 2011 setzte er sich mit einem Vorsprung von 2,4 % der Zuschauerstimmen gegen Ronan Parke durch.
Sein Debütalbum Believe erschien am 12. Dezember 2011.

## Diskografie
Alben
- 2011: Believe